# Lophotus lacepede
Lophotus lacepede ist eine Fischart aus der Familie der Schopffische (Lophotidae). Die Tiere kommen in allen Ozeanen zwischen 51° nördlicher Breite und 45° südlicher Breite vor, bei Europa im westlichen Mittelmeer, vor der Küste Portugals und bei Madeira und den Kanaren. Sie sind selten und leben im offenen Ozean, meistens mesopelagisch in der Tiefsee. Gelegentlich verirren sie sich in flache Uferregionen.

## Lebensweise
Die Fische ernähren sich von kleineren Fischen (Sardellen) und Kalmaren und werden selber von Thunfischen gefressen. Sie sind eierlegend. Eier und Larven sind planktonisch. Lophotus lacepede kann in Gefahrensituationen, ähnlich wie viele Kopffüßer, aus der Kloake eine tintenartige, schwarze Flüssigkeit ausstoßen.

## Merkmale
Lophotus lacepede wird zwei Meter lang und hat einen bandförmigen, langgestreckten und seitlich stark abgeflachten Körper. Kopf und Rumpf sind silbrig, die Flossen rot. Die Rückenflosse ist lang, beginnt direkt auf dem kantigen Kopf, die ersten Flossenstrahlen sind ausgezogen. After- und Schwanzflosse sind winzig, die Afterflosse liegt weit hinten, kurz vor der Schwanzflosse. Bauchflossen fehlen. Die Schuppen sind kleine Cycloidschuppen und lösen sich leicht vom Körper.
Flossenformel: Dorsale 206–263, Anale 5–20